# Női lesiklás az 1992. évi téli olimpiai játékokon
Az 1992. évi téli olimpiai játékokon az alpesisí női lesiklás versenyszámát február 15-én rendezték Méribelben. Az aranyérmet a kanadai Kerrin Lee-Gartner nyerte meg. Magyar versenyző nem vett részt a versenyen.

## Végeredmény
Mindegyik versenyző egy futamot teljesített, az időeredmények határozták meg a végső sorrendet. Az időeredmények másodpercben értendők.
| Helyezés | Versenyző                     | Nemzet                  | Idő           |
| -------- | ----------------------------- | ----------------------- | ------------- |
| Arany    | Kerrin Lee-Gartner            | Kanada (CAN)            | 1:52,55       |
| Ezüst    | Hilary Lindh                  | Egyesült Államok (USA)  | 1:52,61       |
| Bronz    | Veronika Wallinger-Stallmaier | Ausztria (AUT)          | 1:52,64       |
| 4.       | Katja Seizinger               | Németország (GER)       | 1:52,67       |
| 5.       | Petra Kronberger              | Ausztria (AUT)          | 1:52,73       |
| 6.       | Katrin Gutensohn              | Németország (GER)       | 1:53,71       |
| 7.       | Barbara Sadleder              | Ausztria (AUT)          | 1:53,81       |
| 8.       | Szvetlana Gladiseva           | Egyesített Csapat (EUN) | 1:53,85       |
| 9.       | Miriam Vogt                   | Németország (GER)       | 1:53,89       |
| 10.      | Heidi Zurbriggen              | Svájc (SUI)             | 1:54,04       |
| 11.      | Kavabata Emi                  | Japán (JPN)             | 1:54,52       |
| 12.      | Krista Schmidinger            | Egyesült Államok (USA)  | 1:54,59       |
| 13.      | Heidi Zeller-Bähler           | Svájc (SUI)             | 1:54,73       |
| 13.      | Carole Merle                  | Franciaország (FRA)     | 1:54,73       |
| 15.      | Astrid Lødemel                | Norvégia (NOR)          | 1:54,76       |
| 16.      | Lucia Medzihradská            | Csehszlovákia (TCH)     | 1:54,78       |
| 17.      | Régine Cavagnoud              | Franciaország (FRA)     | 1:54,94       |
| 18.      | Michaela Gerg-Leitner         | Németország (GER)       | 1:54,99       |
| 19.      | Tatyjana Lebegyeva            | Egyesített Csapat (EUN) | 1:55,15       |
| 20.      | Michelle McKendry-Ruthven     | Kanada (CAN)            | 1:55,61       |
| 21.      | Marlis Spescha                | Svájc (SUI)             | 1:55,83       |
| 22.      | Cathy Chedal                  | Franciaország (FRA)     | 1:55,91       |
| 23.      | Marie-Pierre Gatel            | Franciaország (FRA)     | 1:56,25       |
| 24.      | Ľudmila Milanová              | Csehszlovákia (TCH)     | 1:57,85       |
| 25.      | Edie Thys                     | Egyesült Államok (USA)  | 1:58,13       |
| 26.      | Jamamoto Szacsiko             | Japán (JPN)             | 1:58,52       |
| 27.      | Szvetlana Novikova            | Egyesített Csapat (EUN) | 1:59,18       |
| 28.      | Mihaela Fera                  | Románia (ROU)           | 2:01,27       |
| 29.      | Carolina Eiras                | Argentína (ARG)         | 2:02,81       |
| –        | Chantal Bournissen            | Svájc (SUI)             | nem ért célba |